# Bergland (Niederösterreich)
Bergland ist eine Gemeinde mit 1877 Einwohnern (Stand 1. Jänner 2024) im Bezirk Melk in Niederösterreich.

## Geografie
Bergland liegt im niederösterreichischen Mostviertel an beiden Seiten der Erlauf nördlich von Wieselburg. Die Erlauf fließt in 230 Meter über dem Meer, die bewaldeten Hügel erreichen 300 Höhenmeter. Die Fläche der Gemeinde umfasst 33,86 Quadratkilometer, davon werden mehr als siebzig Prozent landwirtschaftlich genutzt, siebzehn Prozent sind bewaldet.

### Gemeindegliederung
Die Gemeinde besteht aus der einzigen Ortschaft Bergland bzw. den Katastralgemeinden:
- Gumprechtsberg samt Annatsberg, Dürnbach, Lehen, Preßbach und Schöllenbach
- Holzing samt Echling, Fohra, Königstetten, Oberweinzierlberg, Pyhra, Reidl, Unterweinzierlberg und Weinzierlberg
- Landfriedstetten samt Bergland, Dollbach, Hosinghof, Kendl, Reith, Hundspolln und Schwannerfelden
- Plaika samt Berging, Edichenthal, Hagenau, Krottenthal, Oberegging, Polln, Thalling und Unteregging
- Ratzenberg samt Henning, Kolm, Mitterndorf, Obereichen, Mittereichen und Untereichen
- Wohlfahrtsbrunn samt Wocking

### Nachbargemeinden
| Ybbs an der Donau                                                              | Erlauf                                      | Pöchlarn ∗∗ Zelking-Matzleinsdorf |
| Neumarkt an der Ybbs                                                           | Kompassrose, die auf Nachbargemeinden zeigt | Ruprechtshofen                    |
| Petzenkirchen ∗ Wieselburg ∗ (Bez. Scheibbs) Wieselburg-Land ∗ (Bez. Scheibbs) |                                             |                                   |

∗ Petzenkirchen und die dahinterliegende Stadt Wieselburg sind zwischen Bergland und Wieselburg-Land eingebettet, sodass letztere beiderseits von Wieselburg aneinandergrenzen
∗∗ nur ein kurzes Stück

## Geschichte
Im Altertum war das Gebiet Teil der römischen Provinz Noricum.
Die früheste urkundliche Erwähnung betrifft den Ort Wocking, wo einst eine Wasserburg stand. Ein Marchwardus de Woching wird in der Zeit 1165 bis 1186 als Zeuge genannt. Wieder als Zeuge tritt 1208 Albertus de Wochingen auf. Die Wasserburg lag am südlichen Ortsrand von Wocking, im Quellgebiet eines Baches. Der runde Teich hatte einen Durchmesser von 70 bis 80 Meter mit einer polygonalen Insel von 36 bis 40 Meter Durchmesser und einer Höhe von 1–2 Meter über der Wasseroberfläche, sodass ein 12 bis 20 Meter breiter Wassergraben blieb. Der Zugang erfolgte über einen Steindamm im Norden. Der Besitz gelangte 1437 an die Herren von Wallsee. Die folgenden Jahrhunderte zeigen mehrere Besitzerwechsel. 1796 wird sie Burg schon als Ruine beschrieben, war jedoch noch bewohnt. Heute ist die Insel ein Wiesengelände, das an den Rändern von Büschen bewachsen ist.
Bergland ist eine junge Gemeinde; sie ist aus den früheren Gemeinden Landfriedstetten und Ratzenberg, die sich 1968 zusammenschlossen, sowie Holzing und Gumprechtsberg (angegliedert 1972) entstanden.

### Einwohnerentwicklung

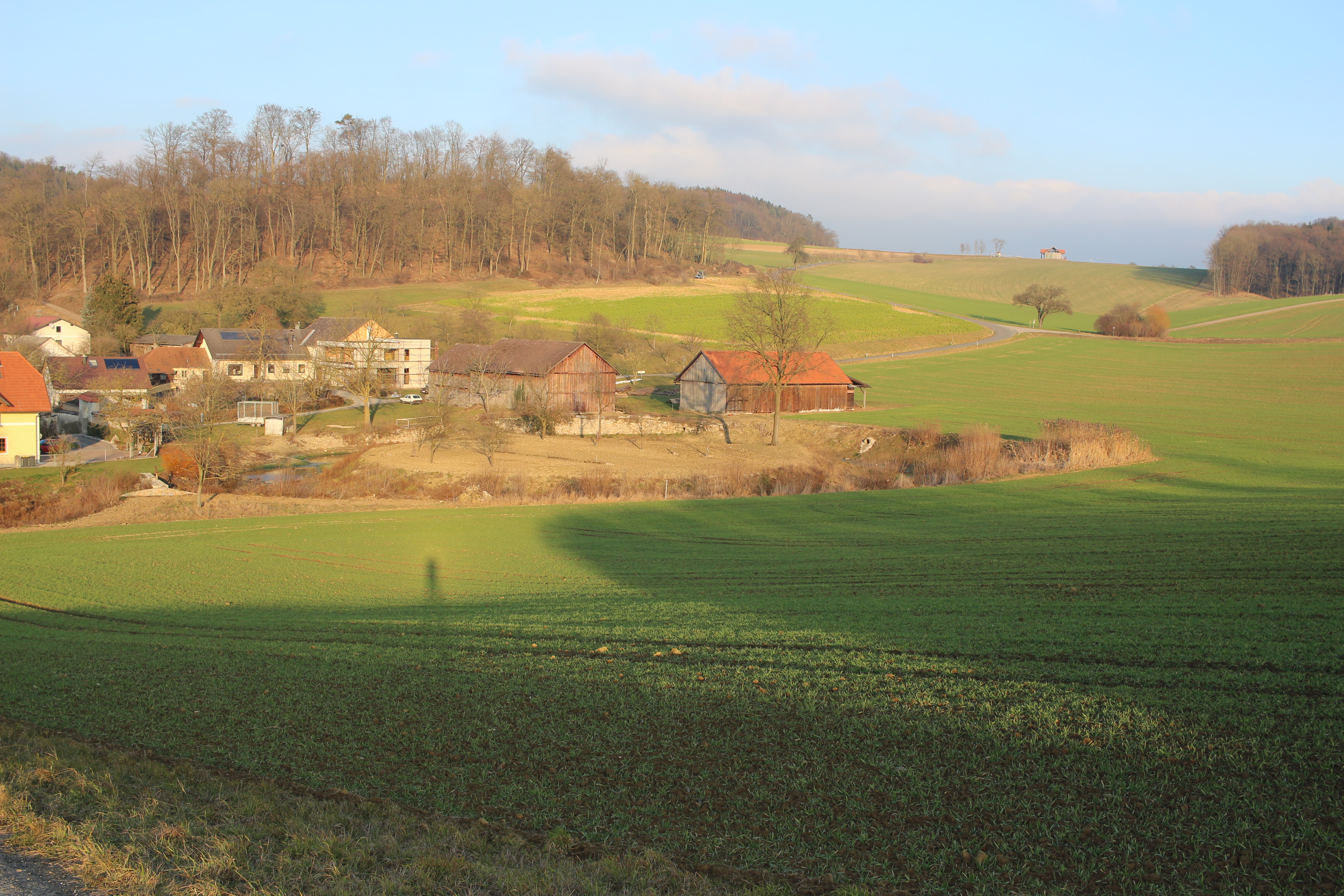
Areal der Wasserburg Wocking

| Bergland: Einwohnerzahlen von 1869 bis 2024         | Bergland: Einwohnerzahlen von 1869 bis 2024 | Bergland: Einwohnerzahlen von 1869 bis 2024 | Bergland: Einwohnerzahlen von 1869 bis 2024 | Bergland: Einwohnerzahlen von 1869 bis 2024 |
| --------------------------------------------------- | ------------------------------------------- | ------------------------------------------- | ------------------------------------------- | ------------------------------------------- |
| Jahr                                                |                                             |                                             |                                             | Einwohner                                   |
| 1869                                                | 1869                                        |                                             | 1.550                                       | 1.550                                       |
| 1880                                                | 1880                                        |                                             | 1.622                                       | 1.622                                       |
| 1890                                                | 1890                                        |                                             | 1.670                                       | 1.670                                       |
| 1900                                                | 1900                                        |                                             | 1.682                                       | 1.682                                       |
| 1910                                                | 1910                                        |                                             | 1.685                                       | 1.685                                       |
| 1923                                                | 1923                                        |                                             | 1.721                                       | 1.721                                       |
| 1934                                                | 1934                                        |                                             | 1.659                                       | 1.659                                       |
| 1939                                                | 1939                                        |                                             | 1.636                                       | 1.636                                       |
| 1951                                                | 1951                                        |                                             | 1.567                                       | 1.567                                       |
| 1961                                                | 1961                                        |                                             | 1.513                                       | 1.513                                       |
| 1971                                                | 1971                                        |                                             | 1.511                                       | 1.511                                       |
| 1981                                                | 1981                                        |                                             | 1.528                                       | 1.528                                       |
| 1991                                                | 1991                                        |                                             | 1.614                                       | 1.614                                       |
| 2001                                                | 2001                                        |                                             | 1.743                                       | 1.743                                       |
| 2011                                                | 2011                                        |                                             | 1.844                                       | 1.844                                       |
| 2021                                                | 2021                                        |                                             | 1.895                                       | 1.895                                       |
| 2024                                                | 2024                                        |                                             | 1.877                                       | 1.877                                       |
| Quelle(n): Statistik Austria, Gebietsstand 1.1.2021 |                                             |                                             |                                             |                                             |

## Kultur und Sehenswürdigkeiten
- Reste der Wasserburg Wocking

## Wirtschaft und Infrastruktur

### Wirtschaftssektoren
Von den 113 landwirtschaftlichen Betrieben des Jahres 2010 waren 61 Haupterwerbsbauern. Diese bewirtschafteten mehr als zwei Drittel der Flächen. Im Produktionssektor arbeiteten 78 Erwerbstätige in der Bauwirtschaft und 55 im Bereich Herstellung von Waren. Die wichtigsten Arbeitgeber des Dienstleistungssektors waren die Bereiche Beherbergung und Gastronomie (154), Handel (128) und freiberufliche Dienstleistungen (64 Mitarbeiter).
| Wirtschaftssektor            | Anzahl Betriebe | Anzahl Betriebe | Erwerbstätige | Erwerbstätige |
| Wirtschaftssektor            | 2011            | 2001            | 2011          | 2001          |
| ---------------------------- | --------------- | --------------- | ------------- | ------------- |
| Land- und Forstwirtschaft 1) | 113             | 141             | 149           | 144           |
| Produktion                   | 17              | 14              | 149           | 168           |
| Dienstleistung               | 90              | 51              | 436           | 321           |

1) Betriebe mit Fläche in den Jahren 2010 und 1999
| Im Jahr 2011 lebten 928 Erwerbstätige in Bergland. Davon arbeiteten 246 in der Gemeinde, beinahe drei Viertel pendelten aus. Von den umliegenden Gemeinden kamen 488 Menschen zur Arbeit nach Bergland. - Eisenbahn: Der Bahnhof Ybbs an der Donau der Westbahn befindet sich direkt an der Gemeindegrenze. - Straße: Die West Autobahn A1 verläuft quer durch Bergland. Die Raststation Ybbs liegt auf dem Gemeindegebiet. | Hier fehlt eine Grafik, die im Moment aus technischen Gründen nicht angezeigt werden kann. Wir arbeiten daran! |

## Politik

### Gemeinderat
| Der Gemeinderat hat 19 Mitglieder. - Mit den Gemeinderatswahlen in Niederösterreich 1990 hatte der Gemeinderat folgende Verteilung: 16 ÖVP, und 3 SPÖ. - Mit den Gemeinderatswahlen in Niederösterreich 1995 hatte der Gemeinderat folgende Verteilung: 15 ÖVP, und 4 SPÖ. - Mit den Gemeinderatswahlen in Niederösterreich 2000 hatte der Gemeinderat folgende Verteilung: 15 ÖVP, 3 SPÖ, und 1 FPÖ. - Mit den Gemeinderatswahlen in Niederösterreich 2005 hatte der Gemeinderat folgende Verteilung: 14 ÖVP, und 5 SPÖ. - Mit den Gemeinderatswahlen in Niederösterreich 2010 hatte der Gemeinderat folgende Verteilung: 15 ÖVP, 3 SPÖ, und 1 FPÖ. - Mit den Gemeinderatswahlen in Niederösterreich 2015 hatte der Gemeinderat folgende Verteilung: 14 ÖVP, 4 SPÖ, und 1 FPÖ. - Mit den Gemeinderatswahlen in Niederösterreich 2020 hatte der Gemeinderat folgende Verteilung: 15 ÖVP, 3 SPÖ und 1 FPÖ. - Mit den Gemeinderatswahlen in Niederösterreich 2025 hat der Gemeinderat folgende Verteilung: 14 ÖVP, 3 FPÖ und 2 SPÖ. | Hier fehlt eine Grafik, die im Moment aus technischen Gründen nicht angezeigt werden kann. Wir arbeiten daran! |

### Bürgermeister
- 1985–2017 Franz Wieser (ÖVP)
- seit 2017 Walter Wieseneder (ÖVP)[15]

### Wappen
Der Gemeinde wurde 1994 folgendes Wappen verliehen: In Gold auf grünem Dreiberg, darin ein silberner Wellenbalken, ein grüner Laubbaum mit viergeteilter Krone.
Der Berg erinnert an den Gemeindenamen, der Baum steht für die gesunde Umwelt, die Wellen für die Erlauf. Die viergeteilte Krone des Baumes symbolisiert die Entstehung aus vier ehemaligen Gemeinden.

## Öffentliche Einrichtungen
In Bergland gibt es einen Kindergarten.